# 施近臣
施近臣（1532年—？），字晉甫，號華麓，直隸池州府青陽縣人，民籍，明朝政治人物。

## 生平
隆慶元年（1567年）丁卯科應天府鄉試第六名舉人。隆慶二年（1568年）聯捷戊辰科會試第一百八十一名，二甲第三十七名進士。初任湖广澧州知州，升工部员外郎。

## 家族
曾祖施旻；祖父施溶；父施宗聖，母姜氏；繼母江氏。严侍下。弟遠臣、遴臣、逸臣、选臣、经筵臣。